# Печерза
Печерза — деревня в Великоустюгском районе Вологодской области.
Входила в состав Нижнеерогодского сельского поселения, с точки зрения административно-территориального деления — в Нижнеерогодский сельсовет. В результате объединения Нижнеерогодского сельского поселения с Марденгским входит в состав Марденгского сельского поселения с административным центром в деревне Благовещенье.
Расстояние по автодороге до районного центра Великого Устюга — 47,5 км, до бывшего центра муниципального образования Лодейки — 8,5 км. Ближайшие населённые пункты — Верхняя Кичуга, Нижняя Кичуга, Афанасовец.
По данным переписи в 2002 году постоянного населения не было.